# Mildon Ambres
Pour les articles homonymes, voir Ambre (homonymie).
Mildon Ambres, né le 12 septembre 1984 à Opelousas, en Louisiane, est un joueur américain de basket-ball. Il évolue au poste d'arrière.